# Toquián las Nubes
Toquián las Nubes är en ort i Mexiko.   Den ligger i kommunen Cacahoatán och delstaten Chiapas, i den sydöstra delen av landet, 900 km sydost om huvudstaden Mexico City. Toquián las Nubes ligger 643 meter över havet och antalet invånare är 426.
Terrängen runt Toquián las Nubes är kuperad åt sydväst, men åt nordost är den bergig. Runt Toquián las Nubes är det ganska tätbefolkat, med 179 invånare per kvadratkilometer. Närmaste större samhälle är Tapachula, 17,8 km söder om Toquián las Nubes. I omgivningarna runt Toquián las Nubes växer i huvudsak städsegrön lövskog.